# Alessandra De Vizzi
Alessandra De Vizzi (Vigevano, 1º dicembre 1960) è una traduttrice, giornalista e scrittrice italiana.

## Biografia
Sviluppa fin da ragazza una forte propensione per le lingue, così studia Lingue e Letterature straniere allo IULM di Milano, laureandosi. Inizia a collaborare con la Walt Disney Company nel 1991, occupandosi in un primo momento della traduzione di alcune sceneggiature americane e passando, a partire dal 1996, alla gestione delle rubriche di posta e oroscopo per il settimanale Topolino, fino al 2011, anno in cui suddette rubriche furono soppresse. Collabora per numerose altre testate Disney a cavallo tra anni '90 e 2000, tra le quali X Mickey, Minni, Bambi, Cip & Ciop.
Accanto al lavoro per Disney avvia una prolifica carriera di traduttrice, che la porterà a far conoscere al pubblico italiano autori come James Redfield, Rosemary Altea, Winston Groom.
Ė autrice di tre libri, Mamma single con orgoglio e Tra amiche..., entrambi editi da Sperling & Kupfer, e di Le voci di Petronilla, in collaborazione con la giornalista del Corriere della Sera Roberta Schira.